# Morti nel 1983/Dicembre
| Questa pagina contiene informazioni ricavate automaticamente dalle voci biografiche con l'ausilio del template Bio e di un bot. L'aggiornamento è periodico e automatico e ricostruisce completamente la pagina. Se manca una persona in questa lista, sei pregato di non aggiungerla, ma accertati piuttosto che la sua voce biografica contenga il template Bio e che i dati anagrafici siano correttamente compilati. Se il template Bio manca, inseriscilo tu stesso o, in alternativa, metti l'avviso {{tmp\|Bio}} che ne segnala la mancanza. Se i dati riportati sono sbagliati, correggi direttamente la voce biografica; le modifiche saranno visibili in questa lista entro pochi giorni. Per chiarimenti vedi il progetto biografie. La lista contiene solo le 100 persone che sono citate nell'enciclopedia e per le quali è stato implementato correttamente il template Bio. Pagina aggiornata al 3 mar 2024. |

- 1º dicembre - Enrique Diosdado, attore spagnolo (n. 1910)
- 1º dicembre - Eugenio Marotta, politico italiano (n. 1896)
- 2 dicembre - Gianangelo Barzan, calciatore italiano (n. 1901)
- 2 dicembre - Fifi D'Orsay, attrice canadese (n. 1904)
- 2 dicembre - Bruce Drake, cestista, giocatore di football americano e allenatore di pallacanestro statunitense (n. 1905)
- 2 dicembre - Michele Lorusso, calciatore italiano (n. 1947)
- 2 dicembre - Ciro Pezzella, calciatore italiano (n. 1954)
- 2 dicembre - Saverio Rotondi, giornalista, scrittore e editore italiano (n. 1933)
- 3 dicembre - James M. Aitken, scacchista scozzese (n. 1908)
- 3 dicembre - Angelika Hauff, attrice austriaca (n. 1922)
- 4 dicembre - Alfonso Crippa, ciclista su strada italiano (n. 1905)
- 4 dicembre - Jack Kerris, cestista statunitense (n. 1925)
- 4 dicembre - Domenico Magrì, politico italiano (n. 1903)
- 4 dicembre - Ong Kiat Guan, cestista singaporiano
- 4 dicembre - Anthony Rumbold, diplomatico inglese (n. 1911)
- 4 dicembre - Alf Simensen, calciatore norvegese (n. 1896)
- 5 dicembre - Robert Aldrich, regista, sceneggiatore e produttore cinematografico statunitense (n. 1918)
- 5 dicembre - Elena Holéczyová, artista slovacca (n. 1906)
- 5 dicembre - Paavo Johansson, giavellottista e multiplista finlandese (n. 1895)
- 5 dicembre - Hans Peter L'Orange, archeologo norvegese (n. 1903)
- 5 dicembre - John Arthur Thomas Robinson, teologo inglese (n. 1919)
- 6 dicembre - Lucienne Boyer, cantante francese (n. 1903)
- 6 dicembre - Arturo Colombi, politico, sindacalista e partigiano italiano (n. 1900)
- 6 dicembre - Umberto Terracini, politico e antifascista italiano (n. 1895)
- 7 dicembre - Marc Raubenheimer, pianista sudafricano (n. 1952)
- 8 dicembre - Choi Chung-min, allenatore di calcio e calciatore sudcoreano (n. 1930)
- 8 dicembre - Keith Holyoake, politico neozelandese (n. 1904)
- 8 dicembre - Danilo Michelini, calciatore italiano (n. 1917)
- 8 dicembre - Slim Pickens, attore statunitense (n. 1919)
- 9 dicembre - János Flesch, scacchista ungherese (n. 1933)
- 9 dicembre - Shah Nawaz Khan, politico e generale indiano (n. 1914)
- 9 dicembre - David Rounds, attore statunitense (n. 1933)
- 10 dicembre - Dorothy Cumming, attrice australiana (n. 1895)
- 10 dicembre - Francesco Solinas, sacerdote, religioso e pedagogo italiano (n. 1911)
- 11 dicembre - Francesco Babuscio Rizzo, ufficiale e diplomatico italiano (n. 1897)
- 11 dicembre - Harold Stephen Black, ingegnere statunitense (n. 1898)
- 11 dicembre - Andrea Emo, filosofo italiano (n. 1901)
- 11 dicembre - Tullio Farabola, fotografo italiano (n. 1920)
- 11 dicembre - Neil Ritchie, generale inglese (n. 1897)
- 11 dicembre - Tom Sneddon, allenatore di calcio e calciatore scozzese (n. 1912)
- 12 dicembre - Amza Pellea, attore rumeno (n. 1931)
- 12 dicembre - Constantino Urbieta Sosa, calciatore paraguaiano (n. 1907)
- 13 dicembre - Bruno Caracoi, cestista italiano (n. 1915)
- 13 dicembre - Michele Chirico, calciatore italiano (n. 1940)
- 13 dicembre - Leora Dana, attrice statunitense (n. 1923)
- 13 dicembre - Bahiga Hafez, attrice, regista e produttrice cinematografica egiziana (n. 1908)
- 13 dicembre - Mary Renault, scrittrice britannica (n. 1905)
- 13 dicembre - Ida Russka, cantante e attrice ungherese (n. 1890)
- 13 dicembre - Nichita Stănescu, poeta e saggista rumeno (n. 1933)
- 13 dicembre - Ángel Álvarez, attore spagnolo (n. 1906)
- 15 dicembre - David Markham, attore britannico (n. 1913)
- 15 dicembre - Paolo Melodia, militare italiano (n. 1899)
- 15 dicembre - Shikina Oki, wrestler e lottatore di sumo giapponese (n. 1904)
- 16 dicembre - Grigorij Vasil'evič Aleksandrov, regista e sceneggiatore sovietico (n. 1903)
- 16 dicembre - Luisa Levi, medico italiano (n. 1898)
- 16 dicembre - Enrico Manfredini, arcivescovo cattolico italiano (n. 1922)
- 17 dicembre - Enrico Anzilotti, diplomatico italiano (n. 1898)
- 17 dicembre - Pietro Lecciso, politico e avvocato italiano (n. 1905)
- 17 dicembre - Hal Pereira, scenografo statunitense (n. 1905)
- 18 dicembre - Cesarino Crescente, avvocato e politico italiano (n. 1886)
- 18 dicembre - Victor Turner, antropologo scozzese (n. 1920)
- 19 dicembre - Samson Fainsilber, attore e cantante francese (n. 1904)
- 19 dicembre - Fania Fénelon, pianista, compositrice e cantante francese (n. 1908)
- 20 dicembre - Bill Brandt, fotografo britannico (n. 1904)
- 20 dicembre - Red Malackany, cestista statunitense (n. 1913)
- 20 dicembre - Tarō Takemi, medico giapponese (n. 1904)
- 20 dicembre - Stig Wikander, linguista, indologo e iranista svedese (n. 1908)
- 21 dicembre - Rod Cameron, attore e stuntman canadese (n. 1910)
- 21 dicembre - David Conover, fotografo e scrittore statunitense (n. 1919)
- 21 dicembre - Alexander Conrady, generale tedesco (n. 1903)
- 21 dicembre - Luigi Giglia, politico e avvocato italiano (n. 1926)
- 21 dicembre - Paul de Man, giornalista, filosofo e critico letterario belga (n. 1919)
- 21 dicembre - Eric Porter, regista e produttore cinematografico australiano (n. 1911)
- 21 dicembre - József Vértesy, pallanuotista ungherese (n. 1901)
- 21 dicembre - Mark Workman, cestista statunitense (n. 1930)
- 22 dicembre - Byron Evard, cestista e allenatore di pallacanestro statunitense (n. 1908)
- 23 dicembre - Moulay Abdellah del Marocco, principe marocchino (n. 1935)
- 23 dicembre - Arturo Ferrara, tenore italiano (n. 1900)
- 23 dicembre - Nicola Pistillo, militare e poeta italiano (n. 1916)
- 24 dicembre - Ardelio Allori, dirigente sportivo e imprenditore italiano (n. 1908)
- 24 dicembre - Paul Gégauff, sceneggiatore, scrittore e attore francese (n. 1922)
- 25 dicembre - Horace Brown, mezzofondista statunitense (n. 1898)
- 25 dicembre - Joan Miró, pittore, scultore e ceramista spagnolo (n. 1893)
- 25 dicembre - Sophie Wyss, soprano svizzero (n. 1897)
- 26 dicembre - Jacques Dhur, calciatore francese (n. 1902)
- 26 dicembre - Roger Normand, mezzofondista francese (n. 1912)
- 27 dicembre - Marisa Fiordaliso, cantante italiana (n. 1920)
- 27 dicembre - Jin Yan, attore coreano (n. 1910)
- 27 dicembre - Luís Mesquita de Oliveira, calciatore brasiliano (n. 1911)
- 28 dicembre - Carla Bartheel, attrice e fotografa tedesca (n. 1902)
- 28 dicembre - Eugène Marius Chaboud, pilota automobilistico francese (n. 1907)
- 28 dicembre - William Demarest, attore statunitense (n. 1892)
- 28 dicembre - Dave Petillo, mafioso statunitense (n. 1908)
- 28 dicembre - Filiberto Sbardella, pittore, scenografo e architetto italiano (n. 1909)
- 28 dicembre - Dennis Wilson, musicista e attore statunitense (n. 1944)
- 30 dicembre - Charles Gunn, marciatore britannico (n. 1885)
- 30 dicembre - Libico Maraja, illustratore e pittore svizzero (n. 1912)
- 31 dicembre - Luigi Martinati, illustratore, pubblicitario e pittore italiano (n. 1893)
- 31 dicembre - Boris Schwarz, violinista, musicologo e insegnante statunitense (n. 1906)
- 31 dicembre - Ralph Wright, sceneggiatore statunitense (n. 1908)